# حامد العنزي
حامد دغيم العنزي (مواليد 18 مايو 1992) هو لاعب كرة قدم سعودي يلعب في نادي حقل.

## مسيرة اللاعب
لعب في نادي القلعة ونادي الجندل ونادي النجمة ونادي التقدم ونادي حقل.